# Calve
Calve és una petita illa deshabitada de les Hèbrides Interiors, situada al nord-oest d'Escòcia. Es troba davant de la costa oriental de l'illa de Mull. Les seves aigües són un lloc de pràctica habitual del submarinisme.